# Wezembeek-Oppem
Wezembeek-Oppem (fr. Wesembeek-Ophem) – miejscowość i gmina (gemeente) w Belgii, w Regionie Flamandzkim, w prowincji Brabancja Flamandzka, w okręgu Halle-Vilvoorde. 1 stycznia 2024 roku liczyła 14 742 mieszkańców. Całkowity obszar gminy wynosi 6,86 km², przy średniej gęstości zaludnienia 214800 mieszkańców/km². Językiem urzędowym w Wezembeek-Oppem jest język niderlandzki.

## Podział administracyjny
W skład gminy nie wchodzi żadna dzielnica (deelgemeente).

## Oświata
Wszystkie trzy języki urzędowe Belgii są podstawowymi językami wykładowymi w różnych placówkach oświatowych w Wezembeek-Oppem. Oprócz m.in. szkół gminnych: niderlandzkojęzycznej i francuskojęzycznej, znajduje się tam również – jedyna w aglomeracji brukselskiej – szkoła niemieckojęzyczna (iDSB).

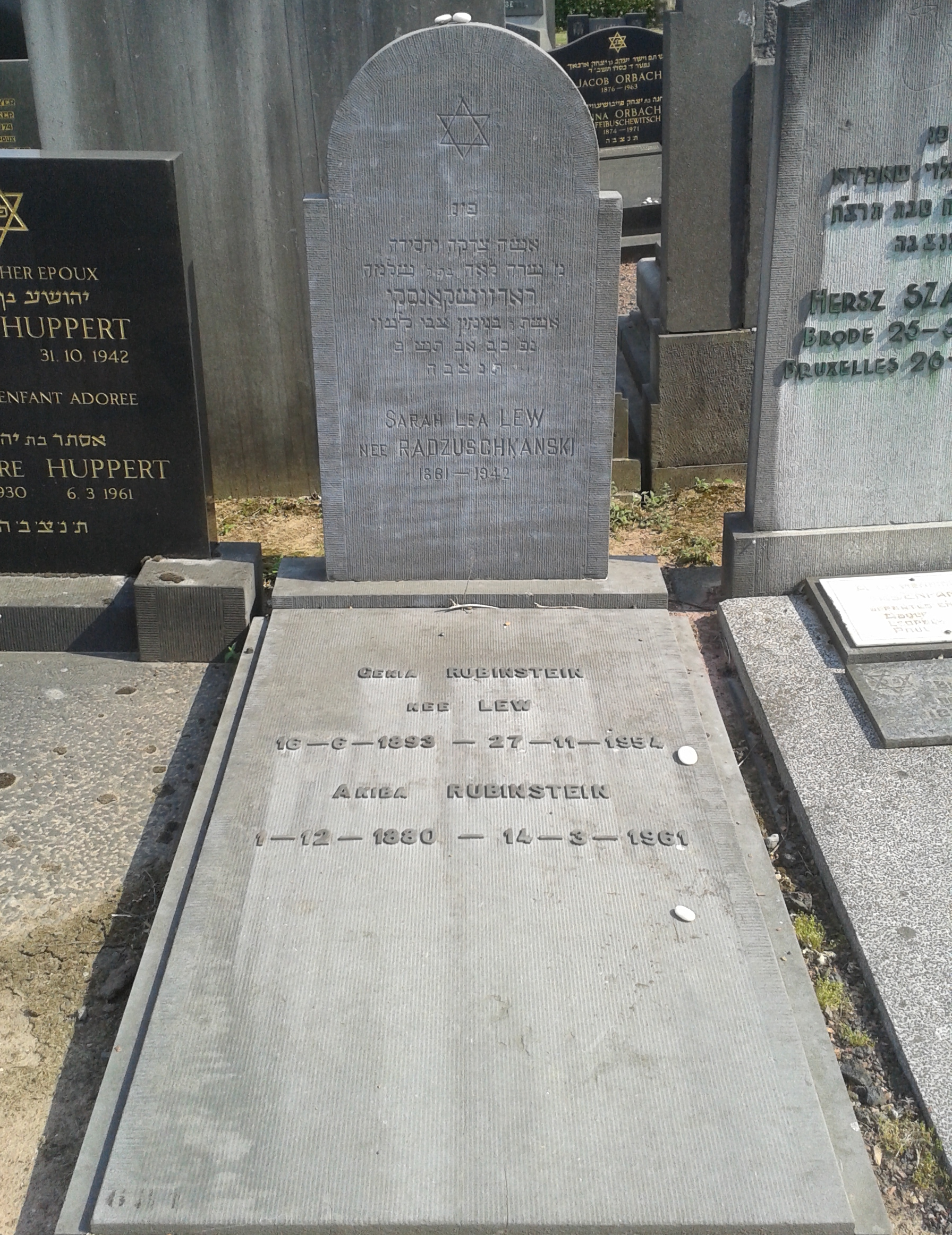
Grób Akiby Rubinsteina na cmentarzu w Wezembeek-Oppem